# شوبارا (هيروشيما)
شوبارا هي مدينة تقع في محافظة هيروشيما، اليابان.  تبلغ مساحة هذه المدينة 1,246.60 (كم²)، ويبلغ عدد سكانها 40,226 نسمة حسب إحصاء سنة 2011 م. تأسست المدينة بتاريخ 31 مارس 1954.

## توأمة
لشوبارا (هيروشيما) اتفاقيات توأمة مع:
- غوانغيوان

## أعلام
- دايكي تاموري